# بيت عذاقة (عمران)
بيت عذاقة هي مدينة ومركز مديرية مسور بمحافظة عمران اليمنية، بلغ تعداد سكانها 1736 نسمة حسب الإحصاء الذي أجري عام 2004.
يعيش في القرية مجتمع يهودي محترم. وكانوا معروفين بعلمهم بالتوراة، وكان لهم كنيس يعرف ببيت العزيري. وكان من أشهر الحاخامات والقضاة في اليمن كلها الحاخام إسرائيل عزيري الذي عاش في تلك الجالية. كان يحظى بالاحترام والمحبة الكبيرة من اليهود والعرب، وكان يساعد الفقراء والمحتاجين كثيراً. كان قاضياً وتقبل الإمام يحيى حميد الدين. توفي الحاخام إسرائيل عزيري في عام 1943، عن عمر يناهز 42 عامًا فقط.